# Apollon musagète
Pour les articles homonymes, voir Apollon (homonymie).
Apollon musagète (ou Apollo) est un ballet néo-classique en deux tableaux composé entre 1927 et 1928 par Igor Stravinsky.
Ce ballet se réfère à l'Antiquité par le thème. L'inspiration musicale quant à elle est classique, voire baroque, l'orchestre simplifié est constitué essentiellement des cordes.

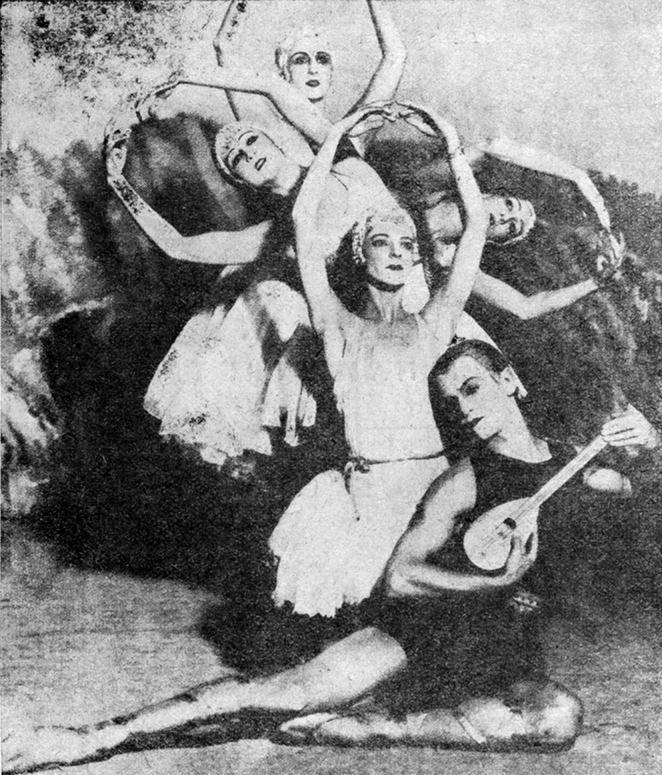
Une scène d'Apollon Musagète

## L'œuvre
Le ballet est une commande de la mécène américaine Elisabeth Sprague Coolidge, destiné à être donné à la Bibliothèque du Congrès. Après Œdipus rex, Stravinsky choisit à nouveau de s'inspirer d'un sujet en rapport avec l'Antiquité grecque et retient le thème d'Apollon qui instruit les Muses à leur art.
Il choisit d'en faire un ballet blanc qu'il compose pour un effectif instrumental épuré représenté par un orchestre à corde de trente-quatre instrumentistes : huit premiers violons, huit seconds violons, six altos, quatre premiers violoncelles, quatre seconds violoncelles et quatre contrebasses. La durée est de trente minutes.

### Composition
Stravinsky écrivant pour un ensemble homogène d'instruments à cordes frottées, choisit de remplacer les contrastes de timbres que l'on entend dans Pulcinella par des contrastes de volume. Comme plus tard avec Agon, ce ballet s'inspire de la grande tradition classique de la musique française du XVIIe siècle et particulièrement de Lully. Avec ses rythmes pointés, le prologue commence à la manière d'une ouverture « à la française ». Le compositeur s'appuie sur une cellule rythmique fondamentale présente dès le début de l'œuvre, qu'il transforme par des subdivisions de valeurs successives rendue de plus en plus complexe.

## L'argument

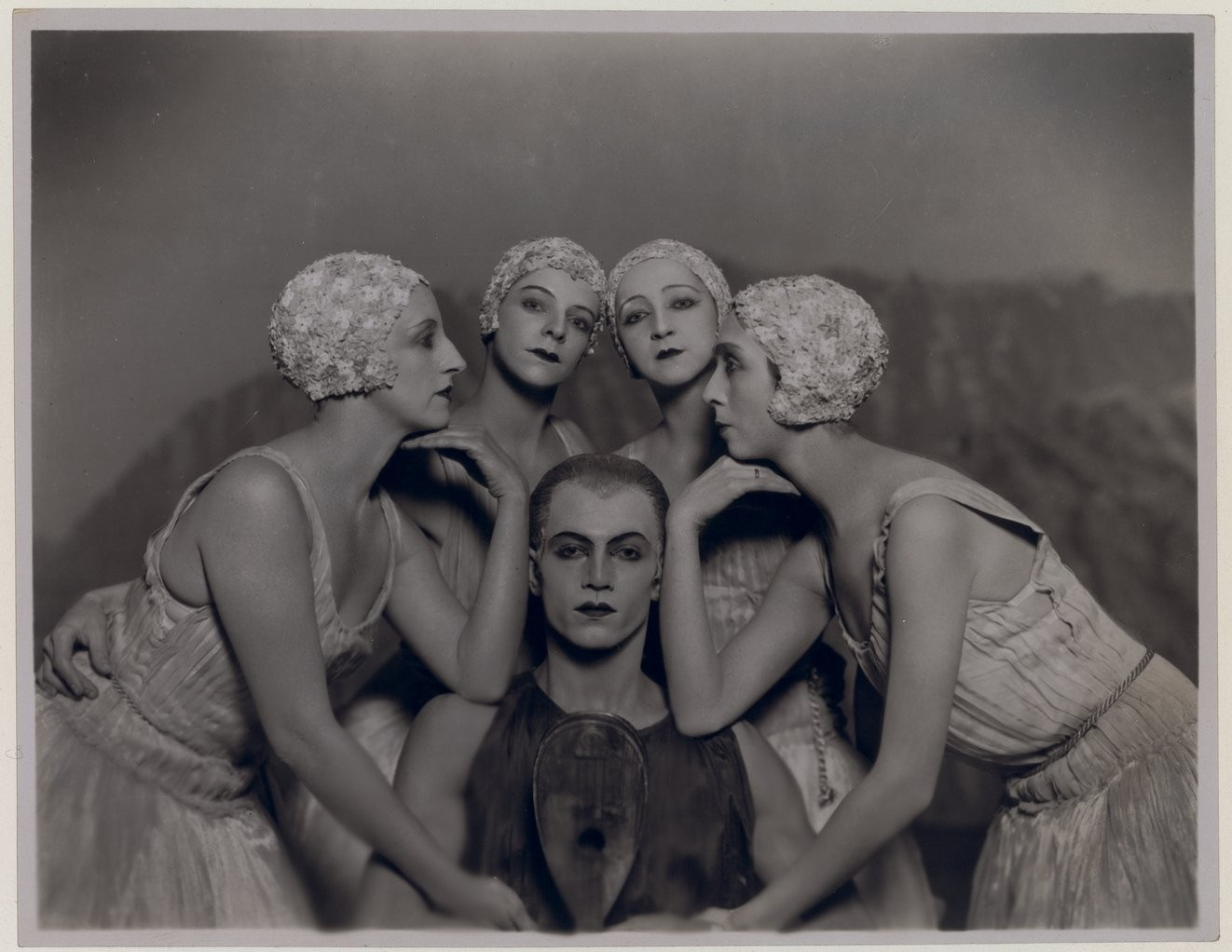
Serge Lifar entouré de Lubov Tchernicheva, Alice Nikitina, Alexandra Danilova et Felia Doubrovska, en costume pour la représentation dApollon musagète en 1928 (photographie de Sasha).

Les personnages sont Apollon et trois muses : Calliope muse de la poésie, Polymnie muse de la rhétorique et Terpsichore muse de la danse. Le thème : Apollon musagète (« conducteur des muses ») instruit les muses à leurs arts et les conduit au Parnasse. Le ballet est divisé en deux tableaux :
- Premier tableau
  - Naissance d'Apollon
- Second tableau
  - Variation d'Apollon (Apollon et les Muses)
  - Pas d'action (Apollon et les trois muses: Calliope, Polymnie et Terpsichore)
  - Variation de Calliope (l'Alexandrin)
  - Variation de Polymnie
  - Variation de Terpsichore
  - Variation d'Apollon
  - Pas de deux (Apollon et Terpsichore)
  - Coda (Apollon et les Muses)
  - Apothéose.

## La chorégraphie de Balanchine
Le ballet est créé à Washington le 27 avril 1928 dans la chorégraphie d'Adolph Bolm et il est repris par les Ballets russes à Paris le 12 juin suivant sous la direction du compositeur, chorégraphié par George Balanchine (décors d'André Bauchant). Les interprètes principaux sont Serge Lifar, Alice Nikitina, Lubov Tchernitcheva et Félia Doubrovka.
Lors de la création, Apollon porte une toge retravaillée, avec une coupe en diagonale, une ceinture et des lacets qui montent à la manière des spartiates. Les muses ont un tutu classique. Le décor est baroque : deux grosses machineries (des rochers et le chariot d'Apollon) Au fil des reprises de ce ballet, le chorégraphe épure peu à peu les costumes et les décors (reprise de 1957).